# Анжё
Анжё (фр. Anjeux) — коммуна во Франции, находится в регионе Франш-Конте. Департамент — Верхняя Сона. Входит в состав кантона Вовиллер. Округ коммуны — Люр.
Код INSEE коммуны — 70023.

## География

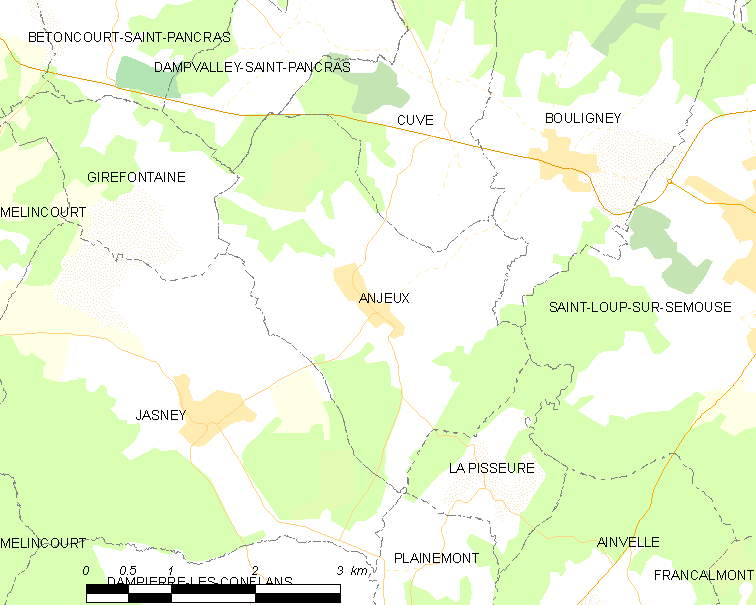
Карта коммуны

Коммуна расположена приблизительно в 310 км к востоку от Парижа, в 75 км севернее Безансона, в 28 км к северу от Везуля.
По территории коммуны протекает река Плане.

## Население
Население коммуны на 2010 год составляло 164 человека.
| 1962 | 1968 | 1975 | 1982 | 1990 | 1999 | 2010 |
| ---- | ---- | ---- | ---- | ---- | ---- | ---- |
| 164  | 191  | 160  | 151  | 167  | 165  | 164  |

## Администрация
| Период | Период | Фамилия        | Партия        | Примечания                            |
| ------ | ------ | -------------- | ------------- | ------------------------------------- |
| 1995   | 2001   | Жан Ребо       | Разные правые | президент генерального совета кантона |
| 2001   | 2014   | Элизабет Туффю |               |                                       |

## Экономика
В 2010 году среди 102 человек трудоспособного возраста (15—64 лет) 73 были экономически активными, 29 — неактивными (показатель активности — 71,6 %, в 1999 году было 66,3 %). Из 73 активных жителей работали 67 человек (40 мужчин и 27 женщин), безработных было 6 (2 мужчины и 4 женщины). Среди 29 неактивных 5 человек были учениками или студентами, 15 — пенсионерами, 9 были неактивными по другим причинам.

## Достопримечательности
- Церковь XV века. Исторический памятник с 1944 года[3]